# 一人一票実現国民会議
一人一票実現国民会議（ひとりいっぴょうじつげんこくみんかいぎ）は、日本の一票の格差の是正を目的とする運動組織。特定非営利活動法人。2009年7月発足。
衆議院解散日以降から最高裁判所裁判官国民審査の当日まで全国紙を中心に「一票の格差」を容認する最高裁判所裁判官に×をつけることについて意見広告を掲載する等の一票の格差問題について国民を啓蒙している。さらに、「一票の格差」を問う訴訟を各地で起こしている。

## 活動内容
国民審査
発足直後の2009年最高裁判所裁判官国民審査では、2007年最高裁判決において当時の公職選挙法の区割り規定を憲法に違反しないとの判断を下した那須弘平、涌井紀夫の両判事に対し不信任の投票をするよう呼び掛けた。国民審査の結果両判事は信任されたが、両判事の不信任票は他の判事の約1.3倍程度であり、この国民審査を総括した意見広告ではこの差を活動の成果としている。
その後の国民審査でも、会が「一人一票」に積極的でないと判断した判事に不信任票を投じるよう呼び掛けている。
2012年最高裁判所裁判官国民審査では、同年の最高裁判決について参院選の投票価値は衆院選と同じであると判断したことは評価しつつも、「「主権者（国民）は、一人一票である」と明言しなかった」と断じて、審査対象の10判事全員に不信任の投票をするよう呼び掛けた。
2014年最高裁判所裁判官国民審査では、同年の最高裁判決を踏まえ、木内道祥、池上政幸、山崎敏充の3判事に対し不信任の投票をするよう呼び掛けた。全国紙のみならず、地方紙にも積極的に意見広告を掲載した。
2017年最高裁判所裁判官国民審査では、同年の最高裁判決を踏まえ、審査対象の7判事全員に不信任の投票をするよう呼び掛けた。
2021年最高裁判所裁判官国民審査では、前年の最高裁判決を踏まえ、深山卓也、林道晴、岡村和美、草野耕一の4判事に対し不信任の投票をするよう呼び掛けた。
2024年最高裁判所裁判官国民審査では、2022年の最高裁判決を踏まえ、今崎幸彦長官に対し不信任の投票をするよう呼び掛けた。
「一票の格差」裁判
2009年国民審査を総括した意見広告上において、同時に行われた衆議院議員総選挙の無効を求める裁判を提起すると予告。発起人のうち、おもに升永・久保利が主導し（多くの訴訟において原告代理人弁護士として升永・久保利の名が挙がっている）全国各地の高等裁判所に訴訟を提起した。最終的にこの訴訟は最高裁判所にて「一人別枠方式は違憲状態である」との判決を得た（最判平成23年3月23日）。その後も国政選挙のたびに「一票の格差」を問う訴訟を提起し続けている。

## 発起人・賛同者
公式HPの記載等による。太字の人物は、2009年7月30日付朝日新聞掲載の意見広告において発起人として名前が挙がった者。
- 荒井寿光 - 元内閣官房・知的財産戦略推進事務局長
- 池田裕彦 - 弁護士（大江橋法律事務所）
- 泉徳治 - 元最高裁判所判事・弁護士（TMI総合法律事務所顧問）
- 伊藤真（事務局長） - 伊藤塾塾長・弁護士
- 岩倉正和 - 一橋大学大学院国際企業戦略研究科教授・弁護士（西村あさひ法律事務所→TMI総合法律事務所）
- 太田洋 - 弁護士（西村あさひ法律事務所）※2022年11月時点では公式HPの発起人・賛同者一覧から名前が削除されている。
- 大宅映子 - 評論家
- 奥谷禮子 - 株式会社ザ・アール社長
- 勝間和代 - 経済評論家
- 角川歴彦 - 株式会社角川グループホールディングス会長
- 川本裕子 - 早稲田大学大学院ファイナンス研究科教授
- 北修爾 - 阪和興業株式会社社長
- 久保利英明（共同代表） - 弁護士（日比谷パーク法律事務所代表）
- 黒田健二 - 弁護士（黒田法律事務所代表）
- 頃安健司 - 元大阪高検検事長・弁護士（TMI総合法律事務所顧問）
- 古賀茂明 - 元経済産業省官僚
- 三枝成彰 - 作曲家
- 櫻井よしこ - ジャーナリスト
- 佐々木かをり - 株式会社イー・ウーマン社長
- すぎやまこういち - 作曲家
- 武藤佳恭 - 慶應義塾大学環境情報学部教授
- 田中克郎 - 弁護士（TMI総合法律事務所代表）
- 田中良和 - グリー株式会社社長
- 田辺克彦 - 弁護士（田辺総合法律事務所代表）
- 田原総一朗 - ジャーナリスト
- 出口治明 - ライフネット生命保険株式会社社長
- 戸松秀典 - 学習院大学法科大学院教授
- 中村修二 - カリフォルニア大学サンタバーバラ校教授
- 中山信弘 - 東京大学名誉教授・弁護士（西村あさひ法律事務所顧問）
- 長嶋一茂 - 野球評論家
- 二宮清純 - スポーツ評論家
- 野村修也 - 中央大学法科大学院教授・弁護士（森・濱田松本法律事務所）
- 広中平祐 - 数学者
- 堀田力 - 元検事・弁護士・財団法人さわやか福祉財団理事長
- 堀紘一 - 株式会社ドリームインキュベータ代表取締役会長・評論家
- 堀義人 - グロービス経営大学院大学学長
- 升永英俊（共同代表） - 弁護士（TMI総合法律事務所）
- 三木谷浩史 - 楽天株式会社会長兼社長
- 宮内義彦 - オリックス株式会社グループCEO
- 村上光鵄 - 元東京高裁裁判長・元京都大学法科大学院教授・弁護士
- 村上隆 - 現代美術家
- 森稔 - 森ビル株式会社社長
- 屋山太郎 - ジャーナリスト
- 吉田邦夫 - 東京大学名誉教授
- 鷲尾悦也 - 財団法人全国勤労者福祉・共済振興協会理事長、元連合会長
- 渡辺章博 - GCAホールディングス株式会社代表取締役社長

## 関連書籍
- リーダーズノート編集部『真の民主主義国家は「一人一票」で誕生する』（リーダーズノート新書）
- 旬報社『決めごとの決まりゴト １人１票からはじめる民主主義』